# جيري بارتولوميو سوليفان
جيري بارتولوميو سوليفان (بالإنجليزية: Jerry Bartholomew Sullivan)‏ هو قاضي أمريكي، ولد في 1859 في ماونت بليسانت في الولايات المتحدة، وتوفي في 17 أبريل 1948.